# Planet of the Apes - Il pianeta delle scimmie
Planet of the Apes - Il pianeta delle scimmie (Planet of the Apes) è un film del 2001 diretto da Tim Burton.
È il remake dell'omonima pellicola del 1968, tratta dal romanzo Il pianeta delle scimmie (La Planète des singes) di Pierre Boulle.

## Trama
Nell'anno 2029, l'audace astronauta Leo Davidson lavora nella base spaziale Oberon a stretto contatto con i primati addestrati per compiere missioni spaziali; il suo esemplare preferito è Pericles, uno scimpanzé. Quando una tempesta elettromagnetica si scatena presso l'Oberon, Pericles parte in una navicella spaziale per sondarla. Il velivolo della scimmia scompare nella tempesta e quindi Leo, ignorando gli ordini dei suoi superiori, parte a sua volta dall'Oberon per soccorrere Pericles dalla tempesta. Una volta entratoci dentro, Leo perde ogni contatto con l'Oberon e finisce per schiantarsi nella palude del pianeta alieno di Ashlar, nell'anno 5021.
Ben presto Leo scoprirà che questo pianeta è popolato da scimmie antropomorfe parlanti ed evolute che trattano gli esseri umani come schiavi. L'astronauta, catturato dalle scimmie, viene in seguito comprato da un commerciante di umani di nome Limbo, un avido e inetto orango. Successivamente Leo viene venduto ad Ari, una scimpanzé, la quale è attivista contro il maltrattamento degli umani, che prende sotto la sua ala anche Daena, una donna schiava che insieme a lui sarà costretta a servire il Senatore Sandar, il padre di Ari.
Per una serie di circostanze Leo riesce ad uscire dallo stato di prigionia e libera altri umani e schiavi, tra cui anche il gorilla ex-soldato Krull, la cui carriera militare è stata distrutta dal perfido generale Thade, uno scimpanzé, il quale gestisce la caccia agli umani dalla morte di suo padre Zaius ed è assistito dal feroce gorilla Colonnello Attar. Durante la corsa verso la libertà la compagnia di Leo si trascina dietro anche Limbo. La meta della fuga è "Calima", un luogo sacro per le scimmie, il tempio del loro dio Seamus: secondo la loro religione, in quel luogo il dio diede origine alla vita delle scimmie. Arrivati sul sito proibito, Leo scopre che Calima sono i resti dell'Oberon (che è stato travolto dalla tempesta elettromagnetica) ed è chiamato così per via delle uniche lettere rimaste visibili su una dicitura (Caution, Living Animals - Attenzione, Animali Vivi). Secondo i registri informatici che Leo rinviene, l'Oberon si è schiantato lì da migliaia di anni, deducendo quindi che la tempesta ha spinto l'astronave avanti nel tempo ma comunque prima del suo arrivo e che i primati addestrati devono essersi liberati ed evoluti indipendentemente. In seguito, guidati dalla scimmia Seamus, si ribellarono agli umani del pianeta, che sono i discendenti dei membri dell'equipaggio dell'Oberon sopravvissuti allo schianto.
Subito dopo l'arrivo di Leo al tempio, tutti gli umani ancora liberi del pianeta, avendo appreso che esiste un uomo che sta lottando contro le scimmie, confluiscono nei pressi del tempio stesso, per combattere con lui. Il giorno dopo gli umani vengono raggiunti dall'esercito del generale Thade, il quale dichiara guerra aprendo un disperato scontro. La battaglia tra uomini e scimmie viene improvvisamente interrotta dall'arrivo della navetta di Pericles; le scimmie smettono di combattere gli umani e si inchinano davanti allo scimpanzé credendo che il dio Seamus sia tornato.
Pericles poi entra nei resti dell'Oberon insieme a Leo, che viene inseguito da Thade, intenzionato ad ucciderlo. Alla fine di un violento combattimento, Leo riesce a sconfiggere e intrappolare il cattivo nella zona di pilotaggio attivando un sigillo automatico. Krull, morto in battaglia, viene sepolto insieme agli altri caduti da Attar, il quale apprende la verità e decide di abbandonare Thade al suo destino crudele e quindi di cessare l'ostilità verso gli umani. Leo decide di partire dal Pianeta delle Scimmie, e dopo un saluto accorato con Daena e Ari (alla quale affida Pericles) sale a bordo della navetta appartenuta alla scimmia e rientra nella tempesta elettromagnetica.
Nel finale, Leo raggiunge la Terra in quella che crede sia la sua epoca, schiantandosi presso Washington. Camminando all'interno del Lincoln Memorial, Leo scopre con orrore che la gigantesca statua del presidente possiede il volto del generale Thade. In seguito all'atterraggio accidentato di Leo, sul posto giungono vigili del fuoco, reporter e poliziotti scimmieschi che lo accerchiano.

## Produzione
Il film venne alla luce dopo un development hell molto intenso: le idee per un remake de Il pianeta delle scimmie risalgono agli anni '80, quando Adam Rifkin fu portato agli studios della 20th Century Fox col desiderio di realizzare un nuovo film sulle scimmie. Inizialmente egli voleva creare un sequel che riprendesse direttamente dal finale del film originale ignorando i quattro sequel esistenti. Il suo film doveva chiamarsi Ritorno al pianeta delle scimmie e descriveva le scimmie in usanze e costumi greco-romani che combattevano contro una società di umani intelligenti, la stirpe dei protagonisti del classico del 1968, ispirandosi a film come Spartacus. Il progetto venne sospeso per via di contrasti creativi tra Rifkin e lo studio..
In seguito Peter Jackson volle adattare un progetto simile nel quale la società delle scimmie era modellata secondo la cultura rinascimentale e Roddy McDowall, l'attore che aveva impersonato Cornelius e Cesare nei film originali, era aperto all'idea di avere una parte nei panni di una scimmia dall'aspetto ispirato a Leonardo da Vinci. Jackson però si dedicò alla creazione di Creature del cielo e solo del 1998 deciderà di riprendere il progetto, per poi mollarlo di nuovo quando la morte di McDowall gli tolse l'entusiasmo..
Nel corso degli anni novanta, svariati registi proposero di realizzare un nuovo adattamento del romanzo di Pierre Boulle, scritto da Terry Hayes (che ha lavorato sui seguiti di Mad Max), il quale intitolò il suo progetto Il ritorno delle scimmie. Questi furono Oliver Stone, Sam Raimi, Chuck Russell e James Cameron i quali mollarono per dedicarsi ad altri progetti e per varie vicissitudini con la Fox.
Nel 1998 Sam Hamm mise a punto una sceneggiatura secondo la quale i personaggi del classico del 1968 venivano riproposti in chiave moderna all'interno di una trama abbastanza fedele al romanzo originale. "La prima metà del copione assomiglia poco al libro, ma un sacco di roba nella seconda metà proviene direttamente da esso, o direttamente ispirata da esso":
Il copione di Sam Hamm racconta di un'astronave pilotata da un orango in tuta spaziale che precipita sulla Terra liberando un virus che infetta le donne facendole partorire neonati deformi. I due protagonisti, la dottoressa Susan Landis, che lavora per la CDC e Alexander Troy, uno scienziato della JPL, riparano la nave e con essa ripercorrono la traiettoria raggiungendo il pianeta delle scimmie, sul quale incontrano Zira, una veterinaria, Cornelius, fidanzato segreto di lei e animalista controverso che ha organizzato una colonia nascosta nella Zona Proibita per la salvaguardia degli umani, e Zaius, lo spietato e celeberrimo leader del pianeta. La società delle scimmie è comandata dagli oranghi, i quali usano di nascosto della tecnologia avanzata appartenuta alla civiltà di uomini intelligenti che popolavano il pianeta in un'epoca antica (prima di estinguersi per via della stessa peste che affligge la Terra; i selvaggi che le scimmie trattano come animali sono la stirpe di coloro sopravvissuti alla peste che hanno generato un sistema immunitario per contrastare il virus, ma questo li rese primitivi) per catturare le trasmissioni dalla Terra imitandone la tecnologia e usanze culturali. Dopo svariate vicissitudini, Susan e Troy scoprono la cura con l'aiuto dei due scimpanzé e riescono a tornare sulla Terra dopo aver eliminato Zaius e la sua armata di gorilla. A causa della distorsione temporale per via del viaggio alla velocità della luce, giungono nel futuro quand'è troppo tardi e la Terra è ormai popolata da scimmie. Nella scena finale viene descritta la Statua della Libertà con l'orrenda faccia sorridente di una scimmia scolpita sul volto.
Il film doveva essere prodotto e diretto da Chris Columbus e il makeup delle scimmie curato da Stan Winston. In seguito Columbus abbandonò il progetto per realizzare Una promessa è una promessa e fu richiamato James Cameron, il quale rifiutò per dedicarsi a Titanic. Ai Fratelli Hughes venne proposta una nuova direzione, ma rifiutarono per la realizzazione de La vera storia di Jack lo squartatore - From Hell.
Verso la fine del 1999 lo sceneggiatore William Broyles Jr. accettò di scrivere un nuovo copione quando la Fox gli diede il controllo creativo totale. Il copione di Broyles descriveva Ashlar come il pianeta delle scimmie e catturò l'attenzione di Tim Burton, il quale accettò di dirigere il film nel 2000. La Fox tagliò il budget per la realizzazione del copione di Broyles, quindi furono chiamati Lawrence Konner e Mark Rosenthal (gli sceneggiatori di Superman IV) per modificare la sceneggiatura. Danny Elfman compose la colonna sonora mentre il makeup fu affidato a Rick Baker, il quale aveva già lavorato con Burton in Ed Wood. Le riprese iniziarono nell'ottobre del 2000 e terminarono nell'aprile del 2001. La direzione del film fu molto difficile per Burton, che era costantemente messo alle strette dalla Fox che restringeva i tempi per filmare le scene e da Konner e Rosenthal, i quali continuavano a riscrivere e modificare il copione durante le riprese.

### Riprese
Diverse furono le location sfruttate per la realizzazione della pellicola; vi si possono ricordare:
- Santa Clarita, Trona Pinnacles a Ridgecrest (per le scene nel deserto) e Los Angeles, California, dove parte delle scene vennero realizzate presso gli Los Angeles Center Studios;
- presso il Lago Powell, Utah;
- Page, Arizona;
- sulle Hawaii;
- Sydney, Nuovo Galles del Sud, Australia.

## Accoglienza
Nonostante il buon incasso al botteghino, il film ha ricevuto un'accoglienza critica discorde; gli effetti speciali sono elogiati, mentre la trama e il finale vengono spesso criticati per essere confusionari. Su Rotten Tomatoes il film ha ricevuto il 45% di critica positiva con il seguente commento: "Questo remake de Il pianeta delle scimmie non sarà nulla rispetto all'originale per alcuni critici, ma le sue visuali suggestive e il fascino da B-Movie potrebbero conquistarvi.".
Roger Ebert diede al film un voto di 2½ stelle su 4 scrivendo: "Il film ha un aspetto stupendo. Il make-up di Rick Baker è convincente anche nei primissimi piani e le sue scimmie brillano di personalità e di presenza. I set e le location danno un corretto senso di timore reverenziale alieno. Tim Burton ha creato un film che rispetta l'originale ed è un film rispettabile in sé... ma non è abbastanza. Fra dieci anni, sarà sempre la versione del 1968 ad essere ricordata dalla gente."
Kenneth Turan del Los Angeles Times scrisse: "Gli attori nei ruoli non-umani sono per la maggior parte troppo sepolti dal makeup per poter fare una forte impressione. Purtroppo niente di tutto il lavoro vale più di quanto si possa credere. Planet of the Apes - Il pianeta delle scimmie dimostra che prendere il materiale troppo sul serio può essere un handicap tanto quanto non prenderlo affatto sul serio." Peter Travers di Rolling Stone Magazine stroncò il film scrivendo: "Chiamatelo una delusione, aggravata dalle forze di una sceneggiatura scadente. Per citare Charlton Heston dal film originale: Maledetti, maledetti per l'eternità! Tutti!"

## Riconoscimenti
- 2002 - Premio BAFTA
  - Candidatura Miglior Costumi (Colleen Atwood)
  - Candidatura Miglior trucco e acconciatura (Rick Baker, Toni G, Kazuhiro Tsuji)
- 2002 - Saturn Award
  - Candidatura Miglior film di fantascienza
  - Candidatura Miglior attore non protagonista (Tim Roth)
  - Candidatura Miglior attrice non protagonista (Helena Bonham Carter)
  - Candidatura Miglior costumi (Colleen Atwood)
  - Candidatura Miglior trucco (Rick Baker, John Blake)
  - Candidatura Miglior edizione speciale DVD/Blu-ray
- 2002 - BMI Film & TV Awards
  - BMI Film Music Award (Danny Elfman)
- 2001 - Bogey Awards
  - Bogey Award in Argento
- 2002 - Las Vegas Film Critics Society Awards
  - Premio risultato speciale (Rick Baker) per il trucco
- 2002 - Phoenix Film Critics Society Awards
  - Miglior trucco (Rick Baker, John Blake)
  - Candidatura Migliori costumi (Colleen Atwood)
- 2002 - Satellite Award
  - Candidatura Miglior costumi (Colleen Atwood)
- 2001 - Razzie Award
  - Peggior remake o sequel
  - Peggior attore non protagonista (Charlton Heston)
  - Peggior attrice non protagonista (Estella Warren)
- 2002 - Empire Award
  - Candidatura Miglior attore britannico (Tim Roth)
  - Candidatura Miglior attrice britannica (Helena Bonham Carter)

- 2002 - Golden Reel Award
  - Candidatura Miglior montaggio sonoro - Dialoghi e ADR (Richard L. Anderson, John A. Larsen, R.J. Kizer, Michael Haight, Susan Dawes, Alan L. Nineberg)
  - Candidatura Miglior montaggio sonoro - Effetti e Foley (Richard L. Anderson, John Murray, David A. Whittaker, Donald Flick, Marvin Walowitz, Avram D. Gold, Curt Schulkey, Ted Caplan, Dan Yale, John A. Larsen)
- 2002 - Grammy Award
  - Candidatura Miglior Album di una Colonna Sonora per un Film Cinematografico, Televisivo o altri Media (Danny Elfman)
- 2002 - MTV Movie Awards
  - Candidatura Miglior cattivo (Tim Roth)
  - Candidatura Miglior cameo (Charlton Heston)
- 2002 - Hollywood Makeup Artist and Hair Stylist Guild Awards
  - Miglior trucco (Rick Baker, Kazuhiro Tsuji, Toni G)
- 2002 - World Stunt Awards
  - Candidatura Miglior combattimento (Darryl Chan, David Rowden)
  - Candidatura Miglior Stunt del fuoco (Brycen Counts, David St. Pierre, Christopher 'Critter' Antonucci)
  - Candidatura Miglior Coordinatore di Stunt e/o Direttore delle Unità in seconda (Andy Armstrong, Charles Croughwell)
  - Candidatura Miglior Stunt femminile (Simone Boisseree)
- 2002 -  Costume Designers Guild Awards
  - Candidatura Eccellenza nel Design dei costumi in un film (Colleen Atwood)

## Altri media
Nel 2001 venne sviluppato il videogioco Il pianeta delle scimmie destinato alla PlayStation e al PC. Il gioco uscì in contemporanea con il remake ma la storia è più in sintonia con il film originale del 1968.